# Glimepiride
Glimepiride is een geneesmiddel dat sinds 1995 internationaal op de markt op recept verkrijgbaar is en behoort tot de groep geneesmiddelen die sulfonylureumderivaten (afgeleiden van sulfonylureum) worden genoemd. Sulfonylureumderivaten stimuleren de afgifte van insuline door de β-cellen in het pancreas (alvleesklier) en zorgen hierdoor voor een verminderde hoeveelheid glucose in het bloed. Het middel wordt voorgeschreven bij patiënten met diabetes mellitus type 2 (DM 2). Bij deze vorm van diabetes mellitus is er sprake van een insulineresistentie. Dit in tegenstelling tot diabetes mellitus type 1; hier is sprake van een gestoorde aanmaak van insuline. DM 2 presenteert zich meestal bij mensen van Europese oorsprong boven het 40e levensjaar. Van de patiënten heeft 80% overgewicht.
Voor behandeling van DM 2 is een dieet vaak voldoende. Na herstel van het overgewicht, herstelt het glucosemetabolisme zich immers meestal vanzelf. Wanneer hierbij onvoldoende resultaat wordt bewerkstelligd, wordt er overgegaan tot voorschrijven van tabletten glimepiride en/of metformine. Bij enkele uitzonderingen wordt er tevens overgegaan tot het starten van insuline spuiten:
- C-peptide <1 ng/ml
- Bij ziekenhuisopname
- Bij herhaaldelijke infecties
- Bij een te hoog HBA1c, ondanks de maximale dosis orale anti-diabetica
- Wanneer er frequent bloedsuiker spiegels van >12 mmol/L worden bereikt

## Bijwerkingen
Behalve het laten dalen van de bloedglucose, kan de bloedglucose ook te sterk dalen. Dit komt vooral voor tijdens de eerste weken van de behandeling, maar kan ook optreden als de patiënt zich extreem lichamelijk heeft ingespannen of als deze een maaltijd overslaat. De patiënt kan dan last krijgen van een 'hypo' (ofwel: hypoglykemie).
Bij een hypoglykemische aanval heeft de patiënt te weinig glucose in het bloed. De verschijnselen hiervan zijn honger, een wisselend humeur, verwardheid, hoofdpijn, vermoeidheid, duizeligheid, bleek gezicht, wazig zien, beven en zweten. De patiënt kan deze verschijnselen opheffen door iets te eten of te drinken, bijvoorbeeld suikerklontjes, druivensuikertabletten, extra zoete limonade of een sportdrank. Belangrijk is daarom dat een suikerpatiënt altijd een van deze voedingsmiddelen bij de hand heeft. Kunstmatige zoetstoffen hebben overigens geen effect, dus neem bij een 'hypo' geen 'light' drankje. Verder is het belangrijk om geen brood te eten op dat moment. In brood zitten vezels, die de opname in de darm zullen vertragen. Hierdoor zullen de suikers dus minder snel worden opgenomen in het bloed waardoor de 'hypo' minder snel hersteld wordt. Neem ook geen fruit. Behalve dat hier ook vezels in zitten, zal het tevens niet bijdragen aan een verhoogd glucose spiegel; in fruit zit fructose en géén glucose. Fructose draagt niet bij aan de glucosespiegel en wordt direct in het lichaam opgeslagen als vet.
Glimepiride blijft lang doorwerken. Daardoor kan de 'hypo' enkele uren later weer terugkomen. De patiënt moet dan opnieuw iets eten of drinken. De verschijnselen van een 'hypo' kunnen ook optreden als de patiënt te veel van het middel in het lichaam heeft, bijvoorbeeld als deze per ongeluk een dubbele dosis heeft ingenomen.
Overige bijwerkingen komen voor bij minder dan één op de tien mensen. De meest voorkomende zijn:
- Maag-darmklachten, zoals misselijkheid, diarree en een drukkend of vol gevoel in de maag. Deze bijwerking hoort na enkele dagen over te gaan, als de patiënt aan het middel gewend is geraakt.
- Wazig zien, doordat de ogen van de patiënt aan het middel moeten wennen. Na een aantal weken zal het gezichtsvermogen weer hersteld zijn.

## Zwangerschap
Het is erg belangrijk om 3 tot 6 maanden voor conceptie al te stoppen met orale anti-diabetica (diabetestabletten). Er moet hierbij worden overgegaan op het inspuiten van insuline. Orale anti-diabetica zijn 'teratogeen'. Dat betekent dat ze aangeboren afwijkingen kunnen veroorzaken.
Verder is een extra scherpe instelling van de bloed glucose waarde vóór en tijdens de zwangerschap heel belangrijk. Vanaf 6 weken voor conceptie dient een bloedsuiker van tussen 3 en 6 mmol/L nagestreefd te worden. Bevalling dient in het ziekenhuis plaats te vinden.
Wanneer al deze voorzorgsmaatregelen nauwkeurig in acht worden genomen, is de kans op congenitale (aangeboren) afwijkingen vrijwel gelijk aan die bij gezonde personen. Deze maatregelen gelden overigens zowel bij DM 1 als bij DM 2.